# Midtown Madness 2
Midtown Madness 2 ist ein Open-World-Rennspiel, das von Angel Studios entwickelt und 2000 von Microsoft für Windows veröffentlicht wurde. Es ist der Nachfolger zu Midtown Madness und der zweite Teil innerhalb der Midtown-Madness-Computerspielserie.

## Spielprinzip
Das Spiel ist in San Francisco und London verortet, wobei Sehenswürdigkeiten wie Big Ben oder die Golden Gate Bridge wiedererkennbar sind. Es gibt fünf wählbare Kameraperspektiven. Die Spielmodi beinhalten Webpunktrennen im Großstadtverkehr. Alternativ können Rennen in abgesperrten Bereichen gefahren werden. Neu ist ein Modus, bei dem der Spieler als Stuntfahrer in San Franciso oder Taxifahrer in London, in denen Fahrzeuge verfolgt werden müssen oder vor der Polizei geflohen werden muss.

### Wagenliste
Folgende Wagen sind zu Spielbeginn verfügbar:
- Cadillac Eldorado
- Stadtbus
- Doppeldeckerbus
- Ford F-350
- Ford Mustang Cruiser (Polizeistreife)
- Ford Mustang GT
- Ford Mustang Fastback
- Freightliner Century
- Austin FX4
- Mini Cooper Classic
- Panoz Roadster
- VW New Beetle

Dazu kommen freizuschaltende Fahrzeuge:
- American LaFrance Feuerwehr
- Aston Martin DB7 Vantage
- Audi TT
- HUMVEE
- New Mini Cooper
- Panoz GTR-1
- VW New Beetle Dune
- VW New Beetle RSi

## Rezeption
Das Spiel wirke mit den neuen Szenarien und zusätzlichen Stunt-Modus eher wie Computerspiel-Erweiterung des Vorgängers anstelle eines Vollpreistitels. Die deutsche Sprachausgabe sei miserabel, die Motorengeräusche passen nicht zu den Fahrzeugen und Musik kann nicht zusammen mit Umgebungsgeräuschen abgespielt werden. Die Grafik wurde im Vergleich zum Vorgänger nicht überarbeitet. Der neue Spielmodus orientiere sich an Driver. Das Flair der Großstadt sei gut getroffen. Es fehlen jedoch echte Missionen ähnlich zu Grand Theft Auto.